# Charles Le Brun

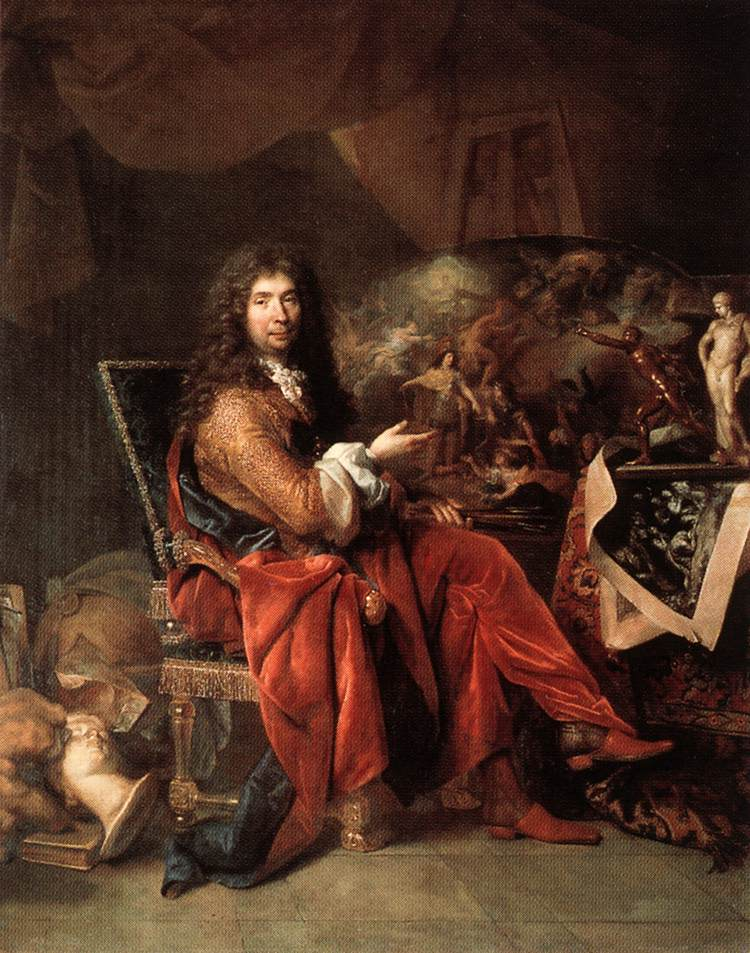
Charles Le Brun, Porträt von Nicolas de Largilliere 1686. Le Bruns Unterschrift:

Charles Le Brun (auch Lebrun oder LeBrun geschrieben) (* 24. Februar 1619 in Paris; † 12. Februar 1690 in Paris) war ein französischer Maler, Architekt, Historien- und Bühnenbildmaler, Ornamentzeichner, Hofmaler (1662), Direktor der Gobelin-Manufaktur sowie Rektor und Kanzler der Académie royale de peinture et de sculpture. Er leitete die Arbeiten zur Ausstattung der Schlösser Vaux-le-Vicomte und Versailles und war einer der bedeutendsten und prägendsten Künstler des Stiles Louis XIV.

## Leben
Le Brun entstammte einer Bildhauerfamilie, die wahrscheinlich schottischen Ursprungs war. Sein Vater Nicolas Le Brun (gestorben 1648) unterrichtete seinen Sohn in den Grundlagen der Bildhauerei und des Zeichnens. Charles wandte sich wie seine Brüder Nicolas (1615–1660) und Gabriel (1625–1660) jedoch nicht dem väterlichen Beruf zu, sondern der Malerei, in der er einiges Talent zeigte.

### Ab 1632, internationale Studien, erste Anstellungen
Eine Federzeichnung des 13-Jährigen, die Ludwig XIII. zu Pferde darstellte, machte den Kanzler Ségnier (teilweise auch Séguier) auf Le Brun aufmerksam. Ségnier erkannte das Talent des Jungen, nahm ihn bei sich auf und ließ ihm eine Ausbildung angedeihen. Dabei studierte Le Brun 1632 Malerei bei François Perrier, genannt der Burgunder, und 1634/1637 bei Simon Vouet, bei dem er sich vor allem an der Antikensammlung und der Sammlung italienischer Meister in Schloss Fontainebleau schulte.
Bereits 1638 war er Peintre du Roi („königlicher Maler“) und erhielt erste Aufträge von Kardinal Richelieu, der von den Werken des jungen Künstlers sehr angetan war.
Sein Gönner Ségnier ermöglichte es Le Brun 1642 nach Rom zu gehen, um dort bei Poussin, der ihn sehr freundlich aufnahm, zu studieren. Zusätzlich erhielt Le Brun von Ségnier eine Pension von 200 Ecus. In Rom zeichnete er besonders nach den antiken Skulpturen, widmete sich aber auch den Werken Carraccis, Raffaels und Guido Renis, die einen starken Einfluss auf Lebruns späteres Schaffen hatten. Als er 1646 nach Frankreich zurückkehrte, war er dort durch seine in die Heimat geschickten Arbeiten längst berühmt und erhielt so in der Folgezeit mannigfache Aufträge zur Ausgestaltung von Privathäusern wie etwa dem Hôtel Lambert in Paris (Herkulessage, Pan und Bacchus), aber auch für Altar- und sonstige Kirchengemälde.
Im Jahr 1647 heiratete er die Tochter des Hofmalers Butay.

### Ab 1648, an der Königlichen Akademie

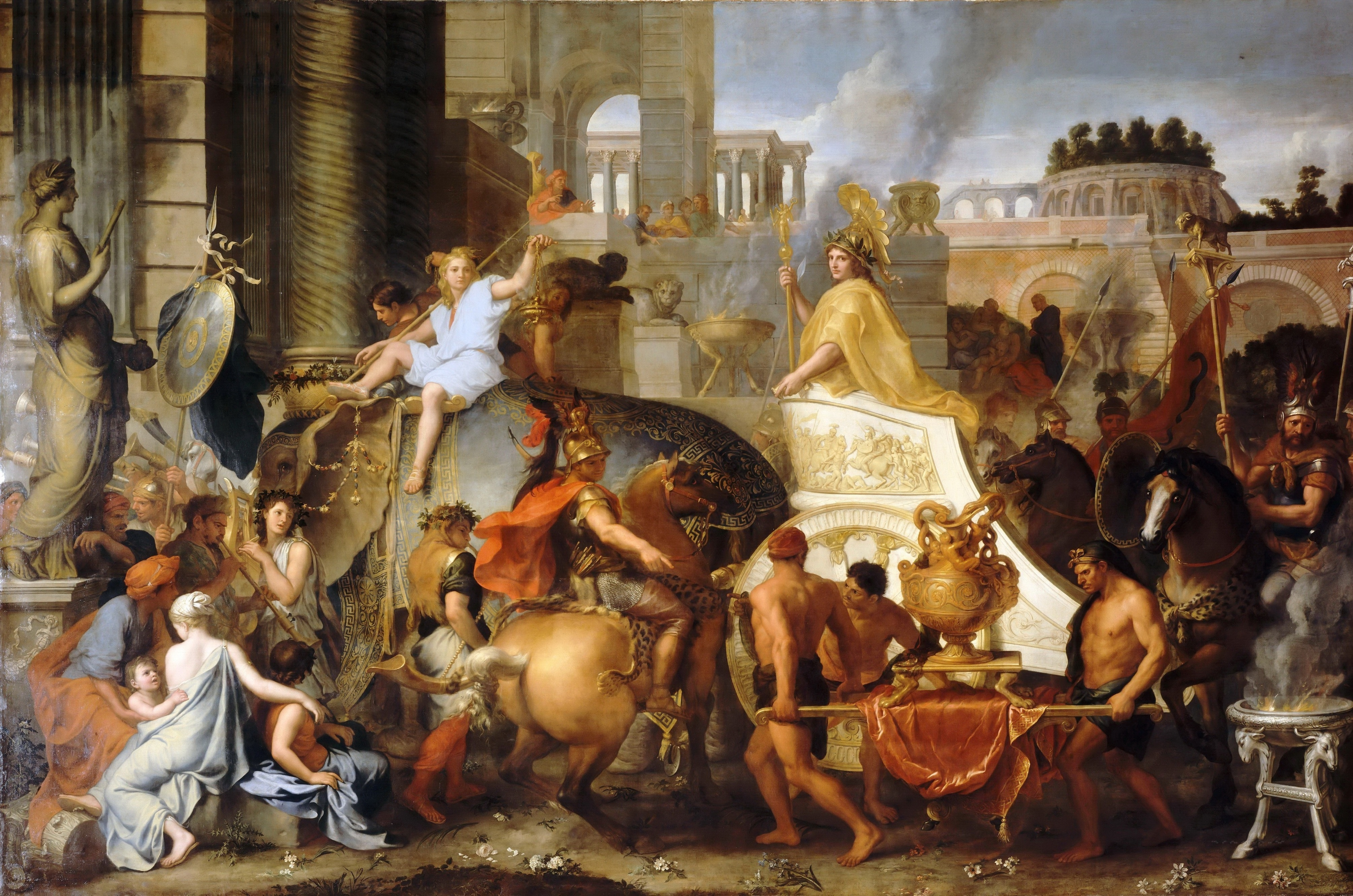
Einzug Alexanders in Babylon (Entrée d’Alexandre dans Babylone), 1661–1665, Louvre, aus Lebruns Alexanderzyklus

1648 war er Mitbegründer der Académie royale de peinture et de sculpture, der er zeitlebens verbunden blieb. Ab 1657 wurde Nicolas Fouquet, Surintendant des Finances, sein Gönner und stattete ihn mit einer Rente von 12.000 Livres aus. Le Brun wurde Leiter der Fouquet’schen Tapisserie-Manufaktur in Maincy und begann ab 1658 mit der Ausschmückung von Fouquets Schloss Vaux-le-Vicomte, was ihn mit Louis Le Vau und André Le Nôtre bekannt machte. Jules Mazarin führte ihn 1660 bei Hofe ein, worauf er für den König mit der Ausführung des Alexanderzyklus, einer Gemäldeserie, die Stationen aus dem Leben Alexanders des Großen darstellt, begann und für die Königin-Mutter Anna ein Gemälde für deren Andachtsraum schuf.
Mit dem gewaltsamen Sturz Fouquets durch den König 1661 wechselte das Künstlerdreigestirn von Vaux-le-Vicomte geschlossen in die Dienste der Krone über und realisierte für diese gemeinsam viele Projekte. In Colbert fand Le Brun nun einen neuen Gönner, der ihm zu einem schier kometenhaften Aufstieg verhalf: 1662 wurde Le Brun in den Adelsstand erhoben und zum Premier Peintre du Roi, dem höchsten offiziellen Maleramt, ernannt. Ein Jahr darauf, 1663 wurde er zum Garde général der königlichen Sammlungen (etwa Generalintendant) berufen und erhielt auf Betreiben Colberts die Direktion der Manufacture Royale des Tapisseries et Meubles de la Couronne (Die staatlichen Kunstwerkstätten und Manufakturen, die neben Gobelins und Möbeln auch diverse andere Kunstgegenstände produzierten), für die er zahlreiche Entwürfe machte und deren Ausführung er dann überwachte. 1666 begründete er die Außenstelle der Akademie in Rom, 1668 wurde er Rektor und Kanzler der Akademie. 1677 begleitete er den König auf dessen Flandernfeldzug (gegen spanische Besitzungen).

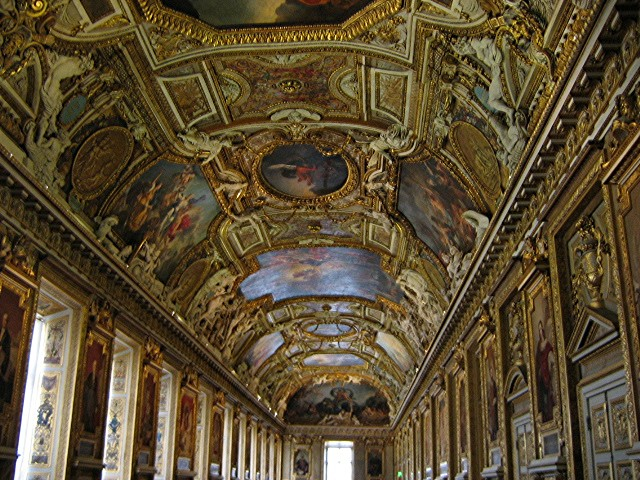
Apollogalerie, Ausmalungen von Lebrun

Währenddessen erfolgten zahlreiche Arbeiten in Schlössern, so die Ausschmückung der Apollo-Galerie (ab 1661), der Spiegelgalerie (1679) und der Großen Gesandtentreppe (Grand Escalier des Ambassadeurs, 1674/1678) in Versailles, die Ausschmückung von Schloss Marly (1683/1686) sowie die Dekoration von Colberts Schloss Sceaux (1670/1674).

### Ab 1683, nach dem Tod Colberts
Le Brun war auf dem Höhepunkt seiner Karriere der unangefochtene Kunstpatron – mancher meinte schon Kunstdespot –, als am 6. September 1683 Colbert starb. Der Tod seines Gönners bereitete dem Aufstieg des Künstlers einen jähen Abbruch: zwar wurde er nicht vom König fallen gelassen, doch wandte sich die königliche Gunst nunmehr, vor allem auf Betreiben von Louvois, dem Nachfolger Colberts, Mignard zu, der von Louvois protegiert wurde.
Le Brun starb knapp einundsiebzigjährig in Paris.

## Bedeutung
Kaum ein anderer Künstler hatte einen Kunststil so geprägt wie Le Brun den Stil Louis XIV. Vor allem die große Breite seines Schaffens, neben Gemälden und Innendekoration auch zahlreiche Entwürfe für Tapisserien wie etwa aus Aubusson und für sonstige Zierornamentik, ermöglichte ihm diese weitreichende Einflussnahme. Le Brun, der an den italienischen Meistern geschult war, hinterließ ein Werk, das für die folgenden Generationen französischer höfischer Kunst in seiner Stringenz und gravitätischen Würde immer wieder beispielhaft war. Gerade mit der zunehmenden Verspieltheit des Dekors im 18. Jahrhundert besann sich die Kunstdebatte der Zeit zurück auf das Grand siècle (das „große Jahrhundert“ unter Ludwig XIV.), dessen Kunstproduktion als die „wahre französische Kunst“ idealisiert und als zu erstrebendes Gegenstück zum „Ornamentenschwulst“ begriffen wurde.

## Werke
- Handwörterbuch der Seelenmahlerei : zum gemeinnützigen Gebrauch, besonders für Zeichner, Mahler und Liebhaber charakteristischer und allegorischer Darstellungen ; nebst 52 in Kupfer gestochenen Köpfen, die vorzüglichsten Gemüthsbewegungen und Leidenschaften betreffend. Kleefeld, Leipzig 1802 (Digitalisierte Ausgabe der Universitäts- und Landesbibliothek Düsseldorf)